# Lissodus
Genre
Espèce
Lissodus est un genre éteint de requins d'eau douce hybodontiformes de la famille des Lonchidiidae. Il descend d' Onychoselache traquairi. 
Le genre a vécu pendant 150 Ma, du Trias inférieur jusqu'à l'Albien durant presque toute l'ère Mésozoïque, soit il y a environ entre −250 à −100 Ma (millions d'années). 
En 2002 les paléontologues Jan Rees et Charlie J. Underwood ont révisé le genre et y ont reconnu 12 espèces.
Ils ont également regroupé 13 espèces dans un genre voisin : Lonchidion et créé deux nouveaux genres dans cette famille des Lonchidiidae : Vectiselacos (1 seule espèce) et Parvodus (3 espèces).

## Description
Lissodus mesurait 15 à 20  centimètres de long, ses dents plates lui permettaient de broyer des coquillages.

## Espèces
Parmi les 12 espèces connues :
- † Lissodus hasleensis Rees , 1998